# پیترو پاستوره
پیترو پاستوره (ایتالیایی: Pietro Pastore; ۳ آوریل ۱۹۰۸ – ۸ ژانویهٔ ۱۹۶۸) بازیکن فوتبال و بازیگر سینما اهل ایتالیا بود.
از فیلم‌ها یا برنامه‌های تلویزیونی که وی در آن نقش داشته‌است می‌توان به فولاد، ژنرال دلا روره، اولیس، باراباس، عقاب سیاه، دبران، آن بالابالاها، یک توپ و یازده مرد و آنتونیوی لیسبونی اشاره کرد.
از باشگاه‌هایی که در آن بازی کرده‌است می‌توان به باشگاه فوتبال آ.اس. رم، باشگاه فوتبال پادوا، باشگاه فوتبال آ.ث. میلان، و باشگاه فوتبال یوونتوس، باشگاه فوتبال لاتزیو و باشگاه فوتبال پروجا اشاره کرد.